# Paul Hausser
Paul Hausser (Brandenburg an der Havel, 7 oktober 1880 - Ludwigsburg, 21 december 1972) was een officier in het Duitse leger.
Hausser werd geboren in een Pruisische militaire familie. Haussers vader, Kurt Hausser, was een majoor in het Deutsches Heer. Hausser meldde zich voor een loopbaan in het leger in 1892 en was tot 1896 cadet op de militaire school in Köslin, nu Koszalin in Polen. Na 1896 ging hij naar de militaire academie in Berlin-Lichterfelde, waar hij afstudeerde in 1899. Op 20 maart 1899 werd hij luitenant en in het 155e Infanterie Regiment geplaatst in Ostrowo in Posen, nu Poznan. Op 1 oktober 1903 werd Hausser adjudant van het 2de bataljon van het 155e regiment. Hij bleef dit tot 1 oktober 1908. Men zag in hem een bijzondere militair en hij ging vanaf oktober 1908 naar de Oorlogsacademie in Berlijn, waar hij slaagde op 21 juli 1911.
Vanaf 1912 bleef hij in het leger, ook tijdens de Eerste Wereldoorlog. In 1927 werd hij kolonel. Op 31 januari 1932 ging hij met pensioen met de rang van Generalleutnant (generaal-majoor). Hausser ging na zijn pensioen bij de rechtse Stahlhelm-organisatie voor gepensioneerde militairen. Hier werd hij in 1933 hoofd van Brandenburg-Berlin. Al snel werd deze organisatie - nog in 1933 - overgenomen door de SA. In 1934 verwisselde hij deze voor de SS en in 1937 werd hij ook lid van de Nationaalsocialistische Duitse Arbeiderspartij. Hausser was een van de grondleggers van de Waffen-SS en een van de belangrijkste leiders.
Van oktober 1939 tot oktober 1941 voerde hij het bevel over de 2. SS-Panzer-Division Das Reich. Hij vocht met deze legereenheid aan het oostelijke en het westelijke front. Daarbij raakte de militair twee keer zwaargewond; hij verloor als gevolg van krijgshandelingen een oog. In de SS bereikte hij de rang van Oberstgruppenführer en in de Waffen-SS klom Hausser op tot Generaloberst.
Eenheden onder Haussers bevel waren tijdens de Tweede Wereldoorlog verantwoordelijk voor oorlogsmisdaden, maar hij werd daar zelf nooit voor berecht. Na de Duitse capitulatie werd hij door de Amerikanen krijgsgevangen genomen. Bij het Proces van Neurenberg trad hij op als getuige à decharge voor de Waffen-SS. In 1949 kwam hij weer vrij.
Na zijn vrijlating beijverde Hausser zich voor het scheppen van een beeld van de Waffen-SS als een apolitieke organisatie die louter als een soort 'vierde onderdeel van de Wehrmacht' te beschouwen was en geen verantwoordelijkheid droeg voor de gruweldaden van het naziregime. Hij bedreef deze lobbywerkzaamheden onder meer als woordvoerder van HIAG, een vereniging van oud-leden van de Waffen-SS. 

## Carrière
Hausser bekleedde verschillende rangen in zowel de Allgemeine-SS als Waffen-SS. De volgende tabel laat zien dat de bevorderingen niet synchroon liepen.
| Datum                                               | Deutsches Heer | Reichswehr               | Sturmabteilung      | Allgemeine-SS           | Waffen-SS                       |
| --------------------------------------------------- | -------------- | ------------------------ | ------------------- | ----------------------- | ------------------------------- |
| 1892                                                | Kadet          | —                        | —                   | —                       |                                 |
| 20 maart 1899                                       | Leutnant       | —                        | —                   | —                       | —                               |
| 19 augustus 1909                                    | Oberleutnant   | —                        | —                   | —                       | —                               |
| 1 maart 1914 (bevorderingsakte 1 oktober 1913)      | Hauptmann i.G  | —                        | —                   | —                       | —                               |
| 22 maart 1918                                       | Major          | —                        | —                   | —                       | —                               |
| 1 april 1923 (bevorderingsakte 15 november 1922)    | —              | Oberstleutnant           | —                   | —                       | —                               |
| 1 november 1927 (bevorderingsakte 1 juli 1927)      | —              | Oberst                   | —                   | —                       | —                               |
| 1 februari 1931                                     | —              | Generalmajor             | —                   | —                       | —                               |
| 31 januari 1932                                     | —              | Titulair Generalleutnant | —                   | —                       | —                               |
| 1 maart 1934                                        | —              | —                        | SA-Standartenführer | —                       | —                               |
| 15 november 1934 (bevorderingsakte 1 november 1934) | —              | —                        | —                   | SS-Standartenführer     | —                               |
| 1 juli 1935                                         | —              | —                        | —                   | SS-Oberführer           | —                               |
| 22 mei 1936                                         | —              | —                        | —                   | SS-Brigadeführer        | —                               |
| 1 juni 1938                                         | —              | —                        | —                   | SS-Gruppenführer        | —                               |
| 19 november 1940                                    | —              | —                        | —                   | —                       | Generalleutnant in de Waffen-SS |
| 1 oktober 1941                                      | —              | —                        | —                   | SS-Obergruppenführer    | General in de Waffen-SS         |
| 1 augustus 1944                                     | —              | —                        | —                   | SS-Oberst-Gruppenführer | Generaloberst in de Waffen-SS   |

## Lidmaatschapnummer
- NSDAP-nr.: 4 138 779 (lid geworden 1 mei 1937[1][13])
- SS-nr.: 239 795[14] (lid geworden 15 november 1934)[17][1][10]

## Decoraties
Selectie:
- Ridderkruis van het IJzeren Kruis op 8 augustus 1941 als SS-Gruppenführer en Generalleutnant in de Waffen-SS & Commandant van de SS-Divisie "Reich", Russisch front[18][19][1][10]
- Ridderkruis van het IJzeren Kruis met Eikenloof (nr.261) op 28 juli 1943  als SS-Obergruppenführer en General in de Waffen-SS, Bevelvoerend-generaal van het SS-Pantserkorps, Oostfront[18][19][1][10]
- Ridderkruis van het IJzeren Kruis met Eikenloof en Zwaarden (nr.90) op 26 augustus 1944 als SS-Oberst-Gruppenführer en Generaloberst in de Waffen-SS, Opperbevelhebber van het 7e Leger, Westelijk front[18][19][1][10]
- IJzeren Kruis 1914, 1e Klasse[20][21] (1916[10]) en 2e Klasse[21] (augustus 1914[10])
- Gouden Ereteken van de NSDAP op 30 januari 1943[19][22][1][10]
- Herhalingsgesp bij IJzeren Kruis 1939, 1e Klasse (17 juni 1940)[1][19][23] en 2e Klasse (27 september 1939)[1][19][23]
- Ridderkruis van de Huisorde van Hohenzollern met Zwaarden[22][1] op 27 januari 1917[10]
- Ridder der Eerste Klasse in de Albrechtsorde met Zwaarden[22][24][1] in 1918[10]
- Ridder der Eerste Klasse in de Frederiks-Orde met Zwaarden[24][1]
- Oostenrijkse Orde van de IJzeren Kroon, 3e Klasse met Oorlogsdecoratie op 11 juli 1918[22][24][10]

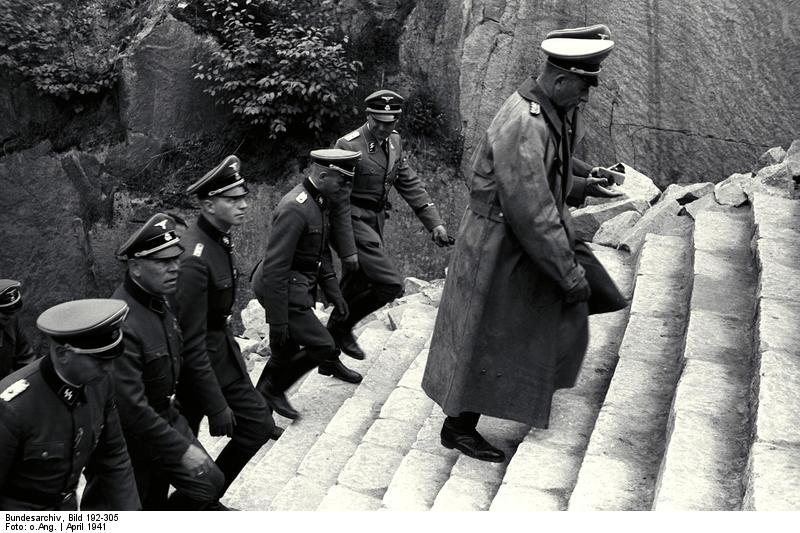
Hausser (rechtsvoor, met overjas) in 1941 bij een bezoek van Himmler aan het concentratiekamp Mauthausen

## Afkorting
- mit der stellvertretende Führung beauftragt (m.d.st.F.b.) - vrije vertaling: met het plaatsvervangend leiderschap belast
- i.G. = in de Generale Staf